# Proagonistes athletes
Proagonistes athletes är en tvåvingeart som beskrevs av Speiser 1907. Proagonistes athletes ingår i släktet Proagonistes och familjen rovflugor. Inga underarter finns listade i Catalogue of Life.